# Sonny Boy (lied)
Sonny Boy is een vaak gecoverd lied van Ray Henderson.
Het werd bekend in de film The Singing Fool (1928), gezongen door Al Jolson.

## Andere versies
Andere bekende versies van het lied werden gemaakt door:
- Arild Andresen
- Anna German
- The Andrews Sisters
- Mike Burstyn